# Championnat d'Union soviétique de football 1968
Navigation
Saison 1967 Saison 1969
La saison 1968 de Pervaïa Grouppa A est la 30e édition du championnat de première division en Union soviétique. Vingt clubs sont regroupés au sein d'une poule unique où les équipes se rencontrent deux fois, à domicile et à l'extérieur. À la fin du championnat, le dernier du classement est relégué et remplacé par le meilleur club de deuxième division.
C'est le club du Dynamo Kiev, double tenant du titre, qui remporte à nouveau le championnat après avoir terminé en tête du classement final, avec cinq points d'avance sur le FK Spartak Moscou et neuf sur le Torpedo Moscou. C'est le 4e titre de champion d'Union soviétique de l'histoire du club.

## Clubs participants
- Premier tour de la Coupe des clubs champions 1968-1969
- Premier tour de la Coupe des coupes 1968-1969
- Promu de deuxième division

| Club                      | Présent depuis | Classement 1967 | Entraîneur                |
| ------------------------- | -------------- | --------------- | ------------------------- |
| Dynamo Kiev               | 1936           | 1er             | Viktor Maslov             |
| Dinamo Moscou             | 1936           | 2e              | Konstantin Beskov         |
| Dinamo Tbilissi           | 1936           | 3e              | Viatcheslav Soloviov      |
| Dinamo Minsk              | 1960           | 4e              | Aleksandr Sevidov         |
| Neftchi Bakou             | 1960           | 5e              | Ahmad Alaskarov (en)      |
| Chakhtior Donetsk         | 1955           | 6e              | Oleg Ochenkov             |
| Spartak Moscou            | 1936           | 7e              | Nikita Simonian           |
| Ararat Erevan             | 1966           | 8e              | Eduard Grigoryan (en)     |
| CSKA Moscou               | 1954           | 9e              | Vsevolod Bobrov           |
| SKA Rostov                | 1959           | 10e             | Grigori Pinaïtchev (en)   |
| Krylia Sovetov Kouïbychev | 1962           | 11e             | Viktor Karpov (ru)        |
| Torpedo Moscou            | 1938           | 12e             | Valentin Ivanov           |
| Torpedo Koutaïssi         | 1962           | 13e             | Anatoli Norakidze (pl)    |
| Kaïrat Almaty             | 1966           | 14e             | Aleksandr Keller (ru)     |
| Pakhtakor Tachkent        | 1965           | 15e             | Ievgueni Ieliseïev        |
| Zaria Lougansk            | 1967           | 16e             | Viktor Goureïev (ru)      |
| Lokomotiv Moscou          | 1965           | 17e             | Valentin Bouboukine       |
| Tchernomorets Odessa      | 1965           | 18e             | Sergueï Chapochnikov (en) |
| Zénith Léningrad          | 1938           | 19e             | Artiom Falian (en)        |
| Dinamo Kirovabad          | 1968           | 1er (D2)        | Viktor Chistokhvalov (ru) |

## Compétition
Le barème de points servant à établir le classement se décompose ainsi :
- Victoire : 2 points
- Match nul : 1 point
- Défaite : 0 point